# Valea Danului
Valea Danului è un comune della Romania di 3 003 abitanti, ubicato nel distretto di Argeș, nella regione storica della Muntenia.
Il comune è formato dall'unione di 5 villaggi: Bănicești, Bolculești, Borobănești, Valea Danului, Vernești.